# Буземан, Адольф
Адольф Буземан (нем. Adolf Busemann; 20 апреля 1901, Любек — 3 ноября 1986, Боулдер, Колорадо) — германский и американский учёный в области аэродинамики.

## Биография
Окончил Брауншвейгский технический университет (Ph.D.) в 1924 году. Ученик Августа Феппля. В 1925 году поступил на работу в Институт кайзера Вильгельма (Гёттинген), где занялся исследованиями по аэродинамике больших скоростей. Принял деятельное участие в создании сверхзвуковой аэродинамической трубы под руководством Л. Прандтля.
В 1931 году получил должность доцента в Дрезденском техническом университете и провёл некоторое время в Немецком институте авиации (DVL[de]) в Берлине. В ноябре 1933 года он подписал декларацию немецких профессоров в поддержку Адольфа Гитлера.
В 1935 году на 5-м международном конгрессе Вольта «Высокая скорость в авиации» (проходил с 30 сентября по 6 октября 1935 года в Риме в память Алессандро Вольта) предложил в качестве средства для уменьшения сопротивления при высоких скоростях полёта проект стреловидного крыла.
В 1936 году Буземан — глава Института газовой динамики во вновь созданном немецком научно-исследовательском институте авиации (DFL[de]) в Брауншвейге.
С 1943 года все германские производители самолетов использовали разработки Буземана.
В 1946 вывезен в США вместе с другими германскими специалистами.
В 1963 году стал профессором в Колорадском университете в Боулдере, где он жил до своей смерти.
Приезжал в СССР с научными докладами.
Внешность Адольфа Буземана являла собой почти аскетическую фигуру. В научных дискуссиях, однако, он проявлял чувство юмора, находил поразительные, но очень точные аналогии. Показательно выступление профессора Ван Дайка из Стэнфордского университета на 70-летнем юбилее Буземана:

Многие из его друзей хвалят его большой вклад в механику жидкости. Я хотел бы напомнить, ещё одну грань его гения, который дает нам представление о том, как работает ум изобретателя. Он мыслит всегда в конкретных образах. Так, в развитие наших знаний о движении жидкости он создал фантастическую Алису в стране чудес — мир, наполненный фантастическими рисунками, фигурами и людьми. Есть ли бесовщина, более привлекательная, чем изображение «дитя дикобраза» или нереальная форма, более изящная, чем «яблоковидная кривая»? Мой любимый персонаж во всем этом волшебном царстве — «гениальный монтажник труб», бесконечно устраивающий оборудование в надежде получить трансзвуковое обтекание тела, и подобно Сизифу, начинающего снова и снова, если он не удовлетворил условиям вдали от тела. Я надеюсь, что эти очаровательные создания будут процветать в литературе также долго, как идеи Буземана и его уравнения.— Ван Дайк